# Bingen (Washington)
Bingen è una città degli Stati Uniti d'America, situata nello Stato di Washington e in particolare nella Contea di Klickitat.